# كوفاكتور
كوفاكتو (بالإنجليزية: Cofactor)‏ هي شركة تكنولوجيا مقرها في نيوزيلندا. تشمل منتجاتُ الشركة الأكثر شهرةً كوفاكتور أورا وكوفاكتور نيم.